# أرجمون أرجواني

أرجمون أرجواني أو خشخاش شائك أرجواني (الاسم العلمي:Argemone purpurea) هو نوع غير مؤكد من النباتات يتبع جنس الأرجمون من الفصيلة الخشخاشية.